# Kamen (volcà)

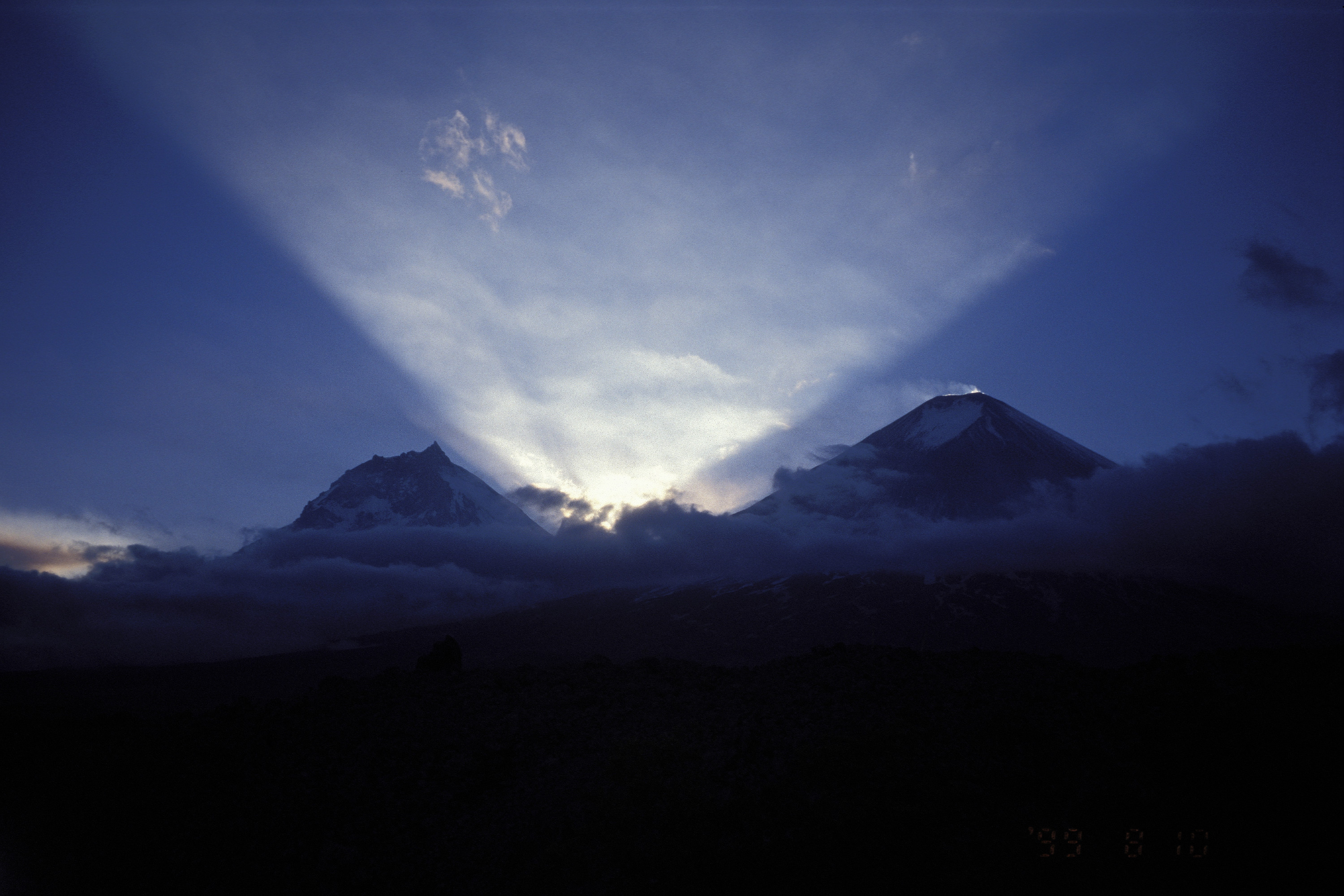
Kamen (esquerra) i Kliutxévskaia sopka (dreta)

Kamen (rus: Камень) és un estratovolcà dorment que es troba al centre de la península de Kamtxatka, Rússia. El cim s'eleva fins als 4.585 msnm, o 4.579 metres segons les fonts, sent el segon volcà més alt de Kamtxatka. Es troba flanquejat pels volcans Bezimianni i Kliutxévskaia sopka.
Es va formar durant el final del Plistocè, però l'activitat va continuar fins a l'Holocè. Fa uns 1.200-1.300 anys va perdre gran part del costat oriental, produint un gran allau de 4-6 km³ que va recórrer més de 30 quilòmetres en direcció sud-est.